# Chinkali
Chinkali eller khinkali (georgiska: ხინკალი) är georgiska klimpar fyllda med olika fyllningar såsom svamp eller ost, men mest med kryddat kött (oftast nöt- och griskött) med lök och vitlök. De äts direkt eller med grov svartpeppar på. Köttfyllningen är okokt när rätten sammansätts, så när köttet är kokat fångas dess vätska inuti klimpen. Den översta delen av chinkalin, kallad "kudi", eller hatt, där vecken möts, är hård och äts oftast inte. Istället läggs de ofta på tallriken för att hålla koll på hur många som ätits. Städerna Dusjeti, Pasanauri och Mtscheta är särskilt kända för sina chinkali. Dessa dumplings visar på tydlig påverkan från centralasiens stäpper och Kina. Originalet som introducerades av mongolerna på 1200-talet var dock troligen mindre än dagens Khinkali.